# يان هاثاواي
يان هاثاواي (بالإنجليزية: Ian Hathaway)‏ هو لاعب كرة قدم بريطاني، ولد في 22 أغسطس 1968 في Wordsley ‏ في المملكة المتحدة. لعب مع كولتشستر يونايتد ونادي ألدرشوت تاون ونادي تشيسترفيلد ونادي توركي يونايتد ونادي روذرهام يونايتد ونادي ستوربريدج ونادي مانسفيلد تاون.

## وصلات خارجية
- يان هاثاواي على موقع قاعدة بيانات كرة القدم.إي يو (الإنجليزية)
- يان هاثاواي على موقع Soccerbase.com (لاعب) (الإنجليزية)